# 目ん玉マーク
目ん玉マーク（めんたまマーク）は、フジサンケイグループ各社の統一シンボルマーク・社章である。通称は「目玉マーク」（めだまマーク）。

## 概要
1985年4月、当時のフジサンケイグループ議長・鹿内春雄が、グループの結束を強化するために制定した。モチーフである人間の目玉（眼球）のデザインは、イラストレーターの吉田カツの手によるもので、見る人に温かさと親しみやすさを感じさせるようにデザインされている。デザインは絵具のチューブから直接描いたもの。商標権はフジ・メディア・ホールディングス（旧：フジテレビジョン。2008年10月1日に放送持株会社化による社名変更）が所有している。
フジテレビ広報部の説明ではデザインは社内コンペで厳選したものであるとしているが、実際は当時の役員からは「イベント用の遊びならともかく、グループのシンボルマークとしては格調がない」と悉く不評だった。しかし、鹿内は吉田のデザイン案をいたく気に入り、多数の女性社員を味方につけたほか、「お年寄りや子供が真似して描ける（ほど、シンプルで親しみやすいデザインである）のがいいんじゃないか」と言い、ほとんど独断で採用してしまった。
制定当時のキャッチコピーは「人が好き、地球が好き。あったかい心みえますか フジサンケイグループ」で、フジテレビ、ニッポン放送ほか全国のテレビ・ラジオで大々的な宣伝活動を行った。
1986年（昭和61年）4月1日からフジサンケイグループ各社の社章・社旗に"目ん玉マーク"が正式に使われる事になり、デザイナーの馬場雄二（現：東北芸術工科大学教授）の製作によるグループ各社の統一企業ロゴタイプ用フォントもこの日から使用された（ロゴタイプ用フォントはBSフジおよびFNS・FNN系列の岩手めんこいテレビでも使用）。目ん玉マーク使用開始時は主に地方の視聴者から異論の声が挙がったが、現在ではフジテレビ制作の全国ネット番組で使用されているため、「フジテレビと言えば目ん玉マーク」と言われる程全国的にお馴染みのマークとなった。前後して、フジテレビでは「8マーク」から「目ん玉マーク」への過渡期となる1986年春から秋にかけて、「フジテレビのマークが変わりました」「楽しくなければテレビじゃない フジテレビジョン」と当時フジテレビのアナウンサーだった逸見政孝がナレーションするものが放送されていた。
『世界名作劇場・愛少女ポリアンナ物語』（全51話）では、本放送時はオープニング・エンディングとも1986年3月放送分の第13話まで旧ロゴが使用され、1986年4月放送分の第14話から目ん玉マークとフジサンケイグループ統一書体への変更が行われたが、後年にデジタル素材化された後の再放送および公式動画配信版の素材では、オープニングのみ1986年3月以前の初回放送分も目ん玉マークとフジサンケイグループ統一書体のものに差し替えられている。いずれも旧ロゴ時代と現行ロゴへの変更後で、フジテレビと日本アニメーションのクレジットの上下が逆になっている（前者は日本アニメーションが、後者はフジテレビが上位）。
『所さんのただものではない!』では、1986年1月18日放送分から、前倒しで目ん玉マークとフジサンケイグループ統一書体の現行ロゴに変更されていた。この他に前倒しして変更された番組があるかは不明。
『サザエさん』の日曜本放送版でフジテレビの旧ロゴがクレジットされた期間は、宣弘社が制作から撤退し、フジテレビが本格的に制作に参入した1985年3月から1986年3月までの約1年間で、1986年4月6日放送分からは現行の制作：（目ん玉マーク）フジテレビ、エイケンがクレジットされた。その一方、当初からフジテレビが制作として参加していた火曜再放送版では、1986年以降の放送分において宣弘社とフジテレビの現行ロゴが共にクレジットされることがあった。
『ゲゲゲの鬼太郎』では、本放送時は1986年3月29日放送分の第25話まで旧ロゴが使用され、1986年4月5日放送分の第26話から目ん玉マークとフジサンケイグループ統一書体への変更が行われたが、DVD版のために制作したデジタルリマスター版以降は、第25話までを含めて一貫して現行ロゴバージョンのオープニングに差し替えている。
『ドラゴンボール』については旧ロゴの使用エピソードがさらに少なく、放送開始日が旧ロゴ最末期にあたる1986年2月26日に放送が始まり、4月2日放送の第6話から現行ロゴに変更していることから、全153話中、3月26日放送の第5話までしか旧ロゴを使っていなかった。その少なさもあり、ジャンプ コミックスの単行本における旧ロゴを用いた原作エピソードは全て第1巻のものであり、4月9日に放送された第7話の途中までが第1巻のエピソードを流用されたものだった。そのため、オープニングのスタッフロールは第6話まで一貫してフジテレビのロゴ以外は変わっていない（フジテレビのロゴを一切使っていないエンディングのスタッフロールは毎回変わる）ため、テレビアニメ版としては初めてとなるビデオ作品であるDVD版のために制作したデジタルリマスター版以降は、第5話までを含めて一貫して現行ロゴバージョンのオープニングに差し替えていた。
高橋留美子原作・キティ・フィルム主要製作元の『めぞん一刻』は、前番組の『うる星やつら』が1986年3月19日に終了し、翌週の3月26日に開始したことから、初回のたった1話における本放送分のみが旧ロゴを使っていた。エンディングもフジテレビのロゴを使っていたこともあり、当該エピソードは同年のビデオ化時（VHS、ベータマックス、LD、VHDとも）にオープニングのみ現行ロゴのオープニングに差し替えていたため、再放送・衛星放送・VODの映像もこのバージョンである。
一部地域を除き日曜朝に放送されていた『東映不思議コメディーシリーズ』では、『勝手に!カミタマン』が旧ロゴ最終週である1986年3月30日で終了。次作の『もりもりぼっくん』は同年4月6日スタートだったため、こちらは第1話から現行ロゴとなっていた。
2003年に放送された『金色のガッシュベル!!』および2006年に放送された『デジモンセイバーズ』において、制作クレジットにおける表示についても「製作：（目ん玉マーク）フジテレビ、読売広告社、東映アニメーション」と記載されている。読売広告社のテロップについては活字表記されているため、前番組まではゴシック様式の書体でクレジットされたが、次番組以降では、こちらも製作クレジットに表示されていなかった。
フジテレビ制作の地上波･BS・CSのテレビ番組には、クレジットタイトルで「制作著作 （目ん玉マーク）フジテレビ」（『SMAP×SMAP』、『Mr.サンデー』※後に目玉マークが表示される様になった、『みんなの鉄道』など一部番組では目ん玉マークを表示しないものもある）と表記される。なお、8マーク時代のFNS全国ネット番組では「製作著作」の後に改行が入って旧社名ロゴが表記される場合があったが、現在の目ん玉マークでは外部の制作会社と共同で権利を所有する番組を除き、「製作著作」の文字とマークの間に改行は入らず、1行で表記される。ただし、1986年4月以後の『オレたちひょうきん族』や『ひらけ!ポンキッキ』、後年でも『情報プレゼンター とくダネ!』といった一部番組では左に目ん玉マークを大きく配し、その右横にそれよりやや小さいサイズで「制作著作」の後に改行を入れて社名ロゴという配置（文字は全て左詰め）になっていた。
産経新聞、サンケイスポーツ、競馬エイトは一面、夕刊フジには最終面で目ん玉マークを掲載している。フジテレビ発売のDVDパッケージや、ポニーキャニオンが発売するCD、DVDにロゴムービーにも目ん玉マークが表記されている。過去には旧・日本工業新聞→フジサンケイ ビジネスアイ、SANKEI EXPRESSも一面に目ん玉マークを配していた。また、開局当初から産経新聞との関係が深いラジオ大阪も2005年1月、正式に産経新聞グループの一員になったのに伴い、同年10月から目ん玉マークを使用することになった（ロゴタイプは従来のものを継続）。
目ん玉マークは全国的にはフジテレビのシンボルマークとして印象深いが、産経新聞の発祥の地で、産経新聞の購読率が全国で最も多い大阪府など近畿地方では産経新聞、サンケイスポーツのシンボルマークとしても馴染みがある。
フジテレビの地上デジタル放送とBSフジの受信機表示アイコン・チャンネルロゴ表示でも目ん玉マークを使用している。
フジテレビ社屋内に用意されている防災用ヘルメットや、台風や地震など自然災害時の取材に使われるヘルメットにも目ん玉マークのシールが張られており、2011年3月11日に発生した東北地方太平洋沖地震（東日本大震災）の『FNN報道特別番組』では、当時の夕方ニュース番組『FNNスーパーニュース』の安藤優子キャスターが発生時からしばらくの間、目ん玉マークのついた防災用ヘルメットを着用の上放送していた。
2005年12月31日放送のNHK『第56回NHK紅白歌合戦』において、ゴリエ（フジテレビ『ワンナイR&R』出身）がバックダンサーと目ん玉マークを作ったことが話題になり、NHKスタッフの間では評判が高かった（振り付け・北垣美沙）。
1989年7月にフジテレビが購入したFNN各局統一のSNG（Satellite News Gathering、通信衛星システム）中継車（トヨタ・ランドクルーザー）のパラボラアンテナにも目ん玉マークが付けられていた。
2024年現在、在京キー局のロゴマークとしては最も長く使用されている。

## 文化放送の場合
文化放送もフジサンケイグループの一員であるが、同社およびその関連企業は当マークは基本的に使用していない。

## 8マーク
フジテレビでは目ん玉マーク以前に、自社の親局ch『8』をモチーフとしたマーク（通称・8（エイト）マーク。亀倉雄策の作）をシンボルマークとしていた。社章・社旗などに使用していたほか、オープニング・エンディングにおいても強調されて扱われていた。当時の社名ロゴとコールサイン（JOCX-TV）のロゴタイプも亀倉の作である。
フジテレビのみならず、グループ企業のフジランドでも、亀倉の作による同様の社名ロゴと8マークとが使われていた。また、『荒野の少年イサム』など東京ムービーが制作したテレビアニメでは、『東京ムービー』の表記を亀倉の作による『フジテレビ』に似せたロゴで表記していた。
1986年の目ん玉マーク登場時には、宇宙のブラックホールを模したCGを背景に、8マークがブラックホールに吸い込まれ、ブラックホールの奥から目ん玉マークが出現するという内容の告知CMが作られた（オープニングとクロージングとして使われた時期もある）。ただし目ん玉マーク登場後も、フジテレビの新デザインの中継車の正面部分にこの8マークが描かれていた。
なお、この8マークは完全に廃されたわけではなく、1987年に放送されたライオンのいただきます新春スペシャルの番宣広告にも8マークと亀倉作の旧ロゴタイプが使われたほか、フジテレビ本社が台場に移転してからも、バラエティ番組のスタンドマイク等で使われているほか、現本社オフィスタワーの関係者出入口前にはこの8マークのオブジェが設置されている。2011年時点では、フジテレビの基本番組表（毎月1日発行）の上部右端に8マークが描かれているほか、お台場社屋の壁面全体を使って表現するイルミネーションイベント「GLITTER8〜キラキラヒカルフジテレビ〜」のロゴに8マークが使用されていた。
8マークは、現行ロゴタイプ（フジサンケイグループ統一書体）との組み合わせで、商標として登録されている。ただし、8マーク時代の製作・著作表記に8マークはなく、単にフジテレビの社名ロゴだけだった。これは、系列局のチャンネルの違いや番組販売などの配慮である。なお、制作著作テロップ以外の場面（社屋の看板やスタンドマイクなど）では8マークを全国的に見る場面はよくあった。
目ん玉マーク登場直後の番組宣伝広告には、目ん玉マークに亀倉雄策作の旧ロゴタイプの組み合わせの物が存在した一方、逆に前述の8マークとフジサンケイグループ統一書体ロゴの組み合わせが使われる等、過渡的な混乱が見られた。ただし、後者の場合は目ん玉マークも広告の隅に使われていた。
なお、フジと同じく親局が8chである近畿広域圏準キー局の関西テレビ（早川良雄の作）と、沖縄県の沖縄テレビ（OTV）でも、同じく8をモチーフとしたマークが使用されている。違いとしては、フジは曲線基調、関テレは直線基調、OTVは直線ベースながら曲線も取り入れたデザインと、各局差別化がなされている。
2006年11月25日放送分からは、『めちゃ×2イケてるッ!』のコーナー『シンクロナイズドテイスティング』にて氷のプールに『8』マークが設置されていた。
2015年5月30日からは、フジテレビの単発特番『ENGEIグランドスラム』のタイトルロゴに8マークが使われている。また、『サザエさん』の台本のデザインは収録開始以来不変であるため、現在も8マークがそのまま残されている。2021年には『ダイヤモンドグローブ』においてボクシングのリング上に8マークが表記されたほか、チャリティーゴルフイベント『THE 8 MEN’S チャリティマッチプレーゴルフ IN 川奈』（9月11日・12日、BSフジ（2K・4K）にて放送）の英文ロゴに8マークが使われている。8マークの他にも、『フジテレビeショップ』、『フジテレビワンツーネクスト』を構成するチャンネル（フジテレビONE・フジテレビTWO・フジテレビNEXT）ロゴのように「フジテレビ」の旧ロゴをアレンジしたものを使用する例や、『笑わせたもん勝ちトーナメント KYO-ICHI』の優勝旗の様に、旧ロゴそのものを使用した例がある。また、『森田一義アワー 笑っていいとも!』や『オールナイトフジ』の台本表紙には変更後も「JOCX-TV」のロゴが使われていた（前者は8マーク、後者は目ん玉マークをその上に配置）。

## 報道特別番組
1989年1月の昭和天皇崩御の際の2日間の報道特別番組では、クレジットタイトルや広告出稿の差し止めに伴い空白になったCM枠を穴埋めするフィラー映像で目ん玉マークのデザインが、天皇崩御関連の報道特番や時勢に相応しくないという判断で前述の8マークとフジサンケイグループ統一書体ロゴの組み合わせ（フィラー映像ではさらに8マークと同じデザインの「JOCX-TV」ロゴ）に差し替えられた。